# CHICA Gang
CHICA Gang est un collectif féministe espagnol de DJ et une plateforme de diffusion artistique, originaire de Madrid. Il est formé dans l'objectif de générer des espaces sûrs et de projection pour les femmes et les personnes du mouvement LGBTI dans les espaces de vie nocturne. Ils ont leur propre groupe itinérant qui visite plusieurs lieux à travers le pays, tels que La Sala Caracol, Siroco et El Sol à Madrid, et Razzmatazz et La (3) à la Sala Apolo à Barcelone.

## Histoire
Ils organisent des événements mixtes ouverts à tous les publics où les femmes cisgenres ou transgenres sont encouragées à faire non seulement partie du public mais aussi des agents actifs au sein du secteur culturel. Des artistes tels que Bea Pelea, Bad Gyal, Ms Nina, D'Valentina et Sara N'Donga participent à ces événements et partagent l'affiche avec des artistes internationaux tels que Sophie, Denmark, DJ Florentino, Ghazal, Merca Bae et Kelman Duran.
CHICA Gang collabore à d'autres soirées telles que La Cangri ou le collectif Brrrrrap et Suave de Razzmatazz où Sofía Conti, également connue sous le nom de La Flaca, est la DJ résidente.
Rocío Torres, l'une des fondatrices du collectif, a également travaillé comme designer avec sa marque Rotten Clothing, a été membre actif du groupe Las Brujas de Mayo et a sorti son premier single en tant que chanteuse, intitulé AmorGalore. Produit par Estrada, membre du duo Fearz, il s'agit d'une reprise de Love Galore, initialement enregistrée par SZA et Travis Scott. Il possède son propre clip vidéo réalisé par Didi Domenech, connu pour avoir travaillé avec l'artiste C. Tangana.